# Anatolij Rjabov
Anatolij Pavlovič Rjabov (Lobaski, 16. travnja 1894. – Saransk, 23. svibnja 1938.) - jezikoslovac iz Mordovije u Rusiji, pedagog, profesor, autor latinske abecede erzjanskoga jezika, zaslužan za proučavanje i razvoj erzjanskoga jezika 
Rođen je u selu Lobaski u Republici Mordoviji u Rusiji. Završio je Teološku školu u Počinovi i Pedagoški institut u Nežinu u Ukrajini (1916.).
Predavao je filološke discipline na Pedagoškom učilištu u Omsku. od 1922. do 1924. bio je suradnik u provincijskom odjelu za obrazovanje Nižnjeg Novgoroda, a od 1924. do 1930. radio je u Mordvinskom uredu Vijeća nacionalnih manjina RSFSR-a, bio je suradnik u središnjem Odboru za novu abecedu pri Vijeću narodnosti, Vrhovnoga sovjeta SSSR-a. Tamo je razvio projekt nove latinske abecede erzjanskoga jezika 1932. godine.
U razdoblju od 1934. do 1937. bio je voditelj Odjela za mordvinske jezike Saranskoga agropedagoškoga instituta.
Bio je angažiran u utvrđivanju dijalekatske osnove književnog erzjanskoga jezika. Zajedno s profesorom-jezikoslovcem E. D. Polivanovom napisao je knjigu Sustavna opisna gramatika erzjansko-mordvinskog jezika, koja je ostala neobjavljena. Dva odjeljka ove knjige čuvaju se u arhivima Češke akademije znanosti u Pragu. Napisao je nekoliko djela na području lingvistike, veći broj udžbenika i rječnika.
Uhićen je u lipnju 1937. godine. Ustrijeljen je godinu dana kasnije. Rehabilitiran je 1956. godine.
Na dan njegova rođendana 16. travnja obilježava se Dan erzjanskog jezika.